# Visage de Turc en pleurs
Visage de Turc en pleurs est un roman de Marc-Édouard Nabe, publié par Gallimard, dans la collection L'Infini, en septembre 1992.

## Résumé
Mise en roman du voyage réalisé par Marc-Édouard Nabe en Turquie, en octobre 1988.

## Accueil critique

### Avis positifs
Pour Jérôme Leroy, dans le Quotidien de Paris, « le voyage avec Nabe vaut vraiment la peine ». Dans le Nouvel Observateur, Jean-Louis Ezine salue le roman, qui ne tombe pas dans les clichés orientalistes. Christian Giudicelli, dans le Figaro magazine, juge le roman « remarquable par les éclats d'un langage fougueux ». Pour Gilles Brochard, dans le Figaro, c'est un livre « joyeusement ténébreux ». Le Monde, sous la plume de Florence Noiville, publie une critique enthousiaste, parlant « deux cents pages d'une prose joueuse, iconoclaste et facétieuse ». 
Dans la Tribune de Genève, Jean-Louis Kuffer évoque un « beau récit de voyage “aux sources” ». Dans l'hebdomadaire montréalais La Presse, Jacques Folch-Ribas écrit : « Moi, des types qui écrivent ainsi, à coups de sabre, de cloches et de cymbales, avec de temps en temps un long meuglement de trombone (car il joue du jazz, en plus), ça me tue ».

### Avis négatifs
Gérard-Julien Salvy, dans Le Figaro littéraire, critique les phrases courtes, ainsi que les clichés et les lieux communs.

## Échos
- En janvier 1997, dans le quotidien La Croix, Jean-Maurice de Montremy évoque Visage de Turc en pleurs parmi les « réussites » de l'écrivain[10].
- En mars 2009, dans le quotidien francophone libanais L'Orient-Le Jour, le roman est mentionné pour illustrer la place de l'Orient dans l'œuvre de Marc-Édouard Nabe[11].

## Édition
- Marc-Édouard Nabe, Visage de Turc en pleurs, Gallimard, coll. L'Infini, 1992, 226 p.  (ISBN 2070727734)